# シーグラス

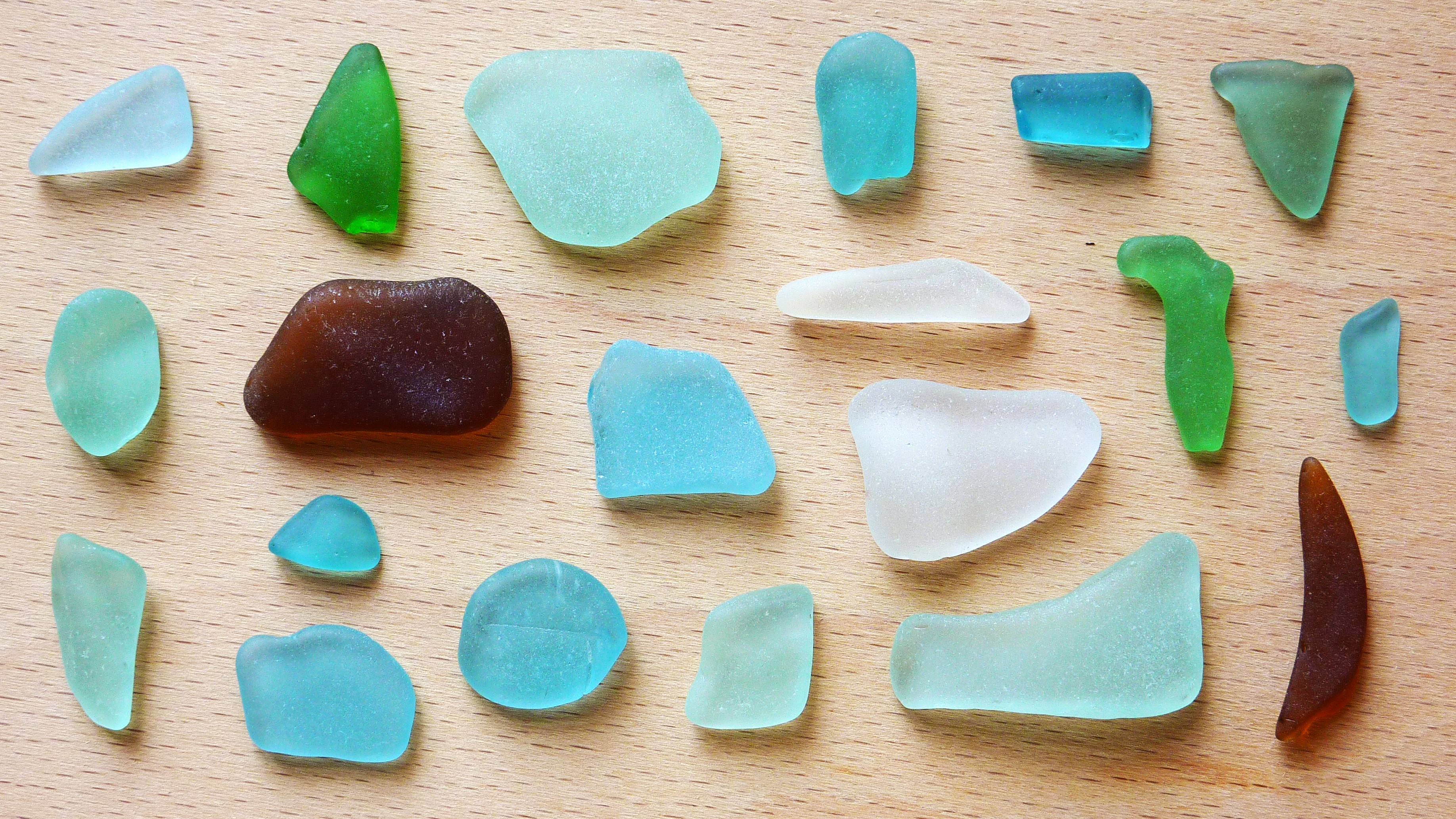
シーグラス

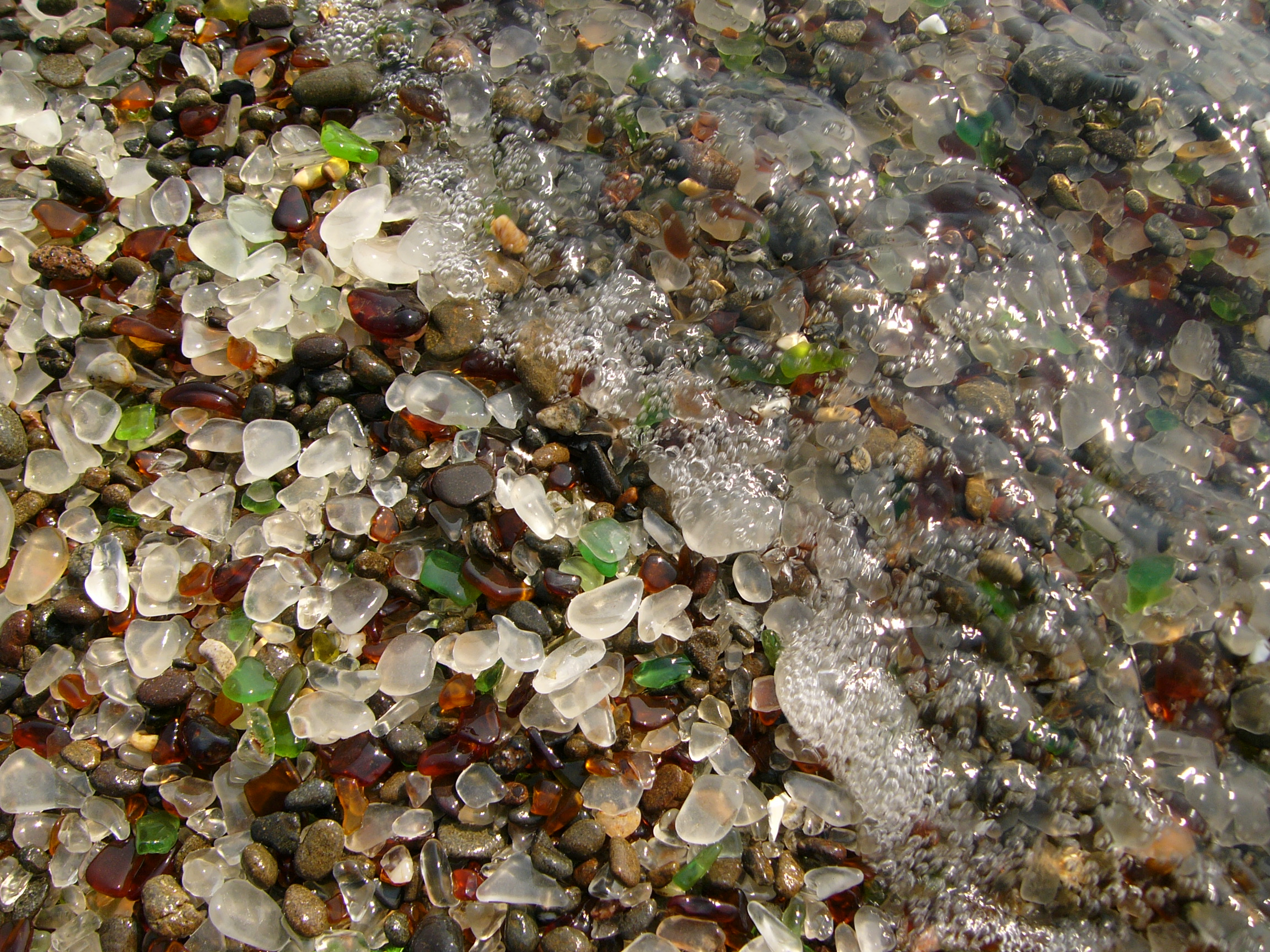
波打ち際のシーグラス

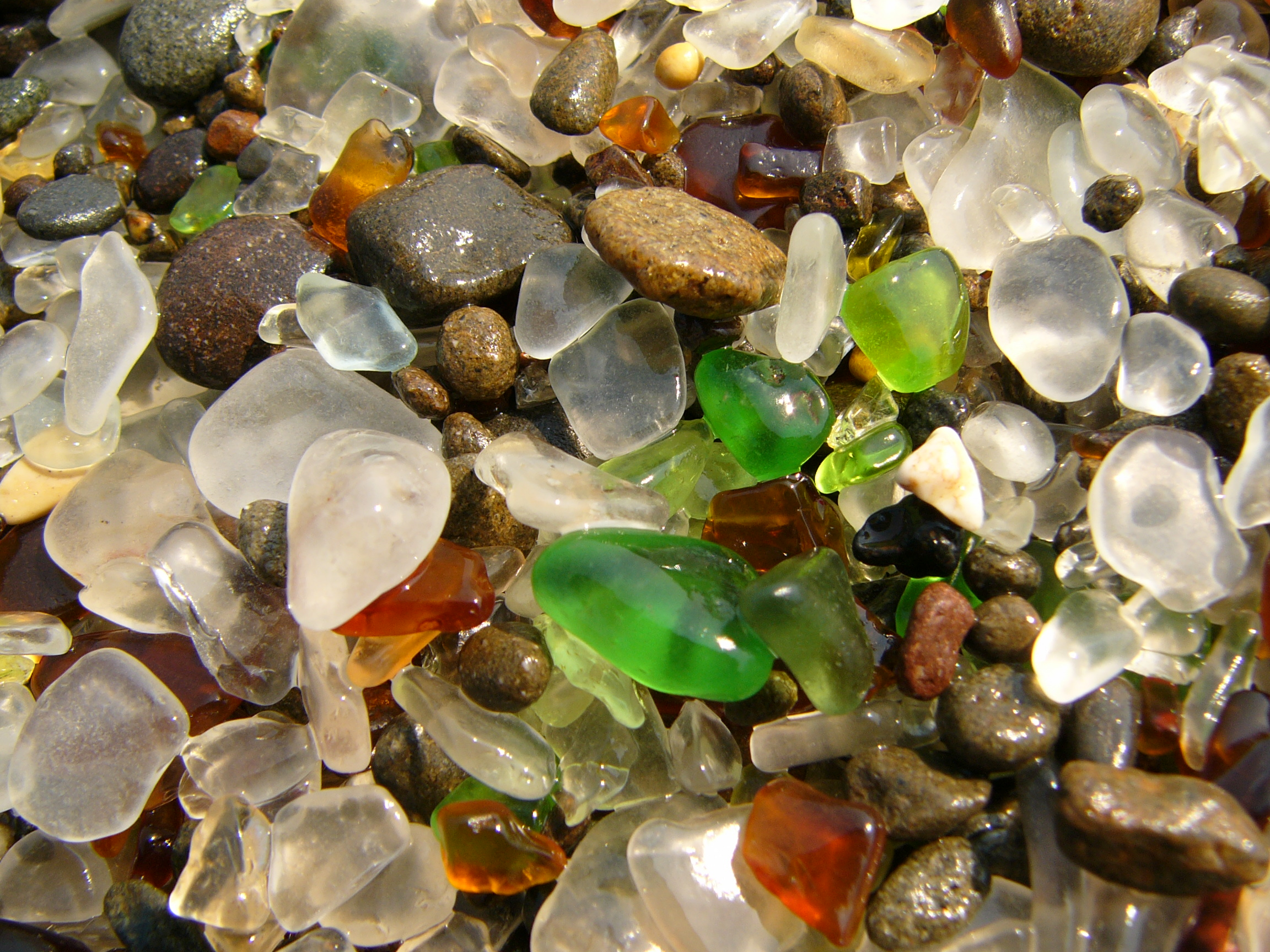
拡大写真

シーグラス（英: sea glass）もしくはビーチグラス（英: beach glass）とは、海岸や大きな湖の湖畔で見つかるガラス片のことである。波に揉まれて角の取れた小片となり、曇りガラスのような風合いを呈する。

## シーグラス雑学
シーグラスの色は、その元となったガラスの色に依存する。したがって、多く使われる色のガラスは、シーグラスとしても頻繁に見られる。例えば飲料の容器として利用される緑、透明、茶色などである。珍しい色は灰色、紫、赤、黒である。赤はおよそ 5,000個に1個、最も稀なオレンジは 10,000個に1個程度の割合である。黒のシーグラスは1860年代以前のガラス、正確には暗いオリーブグリーンのガラスに由来するものが多い。また、オーストラリアの海岸で発見される黒のシーグラスは、1940年代のビール瓶のものである。このシーグラスの希少性は、ビンの生産時にガラスと共に（色付けのために）成分不明の物質が使われたことによる。
貝殻や鉱物などと同様に、シーグラスも蒐集品として趣味の対象となっている。シーグラスを瓶詰めにして鑑賞したり、組み合わせてアクセサリーを作るなどの楽しみ方もある。
オークションサイトでは一般的な色の物が安く売られているが、高い色や珍しい色だとコレクター間では高値で取引される。
1つ見付かると海面の線上に横に並んでいることが多い。これは潮が引くときに取り残されたものであり、潮の満ち引きが激しい波打ち際ではなかなか見つからないことがほとんどである。

## 人工的なシーグラス
シーグラスは海浜で採集されるもののほか、研磨機を用いて人工的に作ることもできる。そうして作ったシーグラスを観光客用の土産品として販売したり、アクセサリーの材料に用いている会社もある。海岸の漂流・漂着ごみが増えるとシーグラスの発見が難しくなるため、時には人工のものが「天然の」シーグラスと偽られて販売されている場合もある。研磨機で作った人工のものは、自然の環境下で長時間をかけて侵食された天然のものとは表面が異なるため、顕微鏡観察により見分けることができる。シーグラスの蒐集家は、人工のものは「クラフトグラス（craft glass）」と呼んで区別するべきであると主張している。